# Karl Fritzsch
Karl Fritzsch (Aš, 10 luglio 1903 – Berlino, 2 maggio 1945) è stato un militare tedesco delle SS. Operante nei campi di sterminio, per primo propose e sperimentò l'uso del gas Zyklon B a scopo di omicidio di massa.

## Biografia
Nacque in Boemia, figlio di un costruttore di stufe. A causa dei continui spostamenti della sua famiglia per la ricerca di lavoro del padre, non ebbe un'istruzione scolastica regolare. Per alcuni anni Fritzsch lavorò sulle navi del Danubio. Si sposò nel 1928 con Franzishe Stich, con la quale ebbe tre figli. I due divorziarono nel 1942.
Nel 1930 aderì al Partito Nazista (NSDAP, nº 261135) e alle SS (nº 7287); desideroso di far carriera nelle SS, prestò servizio al campo di concentramento di Dachau nel 1934.
Nel maggio 1940 divenne il primo Schutzhaftlagerführer (Vice Comandante) di Rudolf Höß ad Auschwitz. Qui, molto rapidamente acquisì notorietà come il "boia" del campo. Insieme a Höss, fu responsabile della selezione dei prigionieri destinati a morire di fame come punizione per la fuga di un prigioniero. I condannati venivano rinchiusi in una cella nei sotterranei del bunker (il campo di prigionia nel Blocco 11 o 13) fino a quando non morivano di fame.
Il 29 luglio 1941, durante una conta si scoprì che tre prigionieri erano scomparsi e Fritzsch, per rappresaglia, condannò a morte dieci prigionieri. Uno dei condannati, Franciszek Gajowniczek, fu graziato quando un compagno di prigionia, il sacerdote francescano Massimiliano Kolbe, si offrì di prendere il suo posto. Dopo oltre due settimane di fame, il solo Kolbe era ancora vivo, ma il prete fu ucciso con un'iniezione letale. Kolbe fu poi canonizzato nel 1982 da papa Giovanni Paolo II.
Fritzsch era anche appassionato di tortura psicologica. L'ex prigioniero di Auschwitz Karol Świętorzecki ricordò la sua prima vigilia di Natale dietro il filo spinato del campo, il 24 dicembre 1940, come uno dei più tragici giorni: "I nazisti ci costrinsero a creare un albero di Natale, con delle luci elettriche, sul piazzale dell'appello. Sotto di esso, furono messi i corpi dei prigionieri che erano morti durante il lavoro o congelati durante l'appello. Il lagerführer Karl Fritzsch mise i cadaveri sotto l'albero come "regalo" per i vivi, e proibì il canto dei canti natalizi polacchi".
Secondo Rudolf Höß, fu lo stesso Fritzsch per primo a promuovere l'idea di utilizzare il gas Zyklon B a scopo di omicidio di massa. Mentre Höß era assente per un viaggio ufficiale a fine agosto 1941, Fritzsch provò l'effetto dello Zyklon B su prigionieri di guerra sovietici, che per questo esperimento furono rinchiusi in celle nel seminterrato del bunker. Nei giorni successivi Fritzsch ripeté il test con il gas su prigionieri in presenza di Höß. Così fu ideato il metodo per gli omicidi di massa di Auschwitz.
Il 15 gennaio 1942, Fritzsch fu trasferito al campo di concentramento di Flossenbürg, sempre come vice comandante. Dai primi di agosto fino ad ottobre 1942 fu comandante sostitutivo temporaneo del campo. Nell'ottobre del 1943 fu arrestato in seguito a un'indagine interna delle SS sulla corruzione. Un tribunale delle SS lo accusò di omicidio. Per punizione fu trasferito in un reparto di prima linea (il SS-Panzergrenadier-Ersatzbatallion 18), dove si pensa morì durante la battaglia di Berlino.